# جبل حمادي (السبرة)

تعديل مصدري - تعديل

جبل حمادي محلة تابعة لقرية الاشعاب، التابعة لعزلة المساعدة بمديرية السبرة إحدى مديريات محافظة إب في الجمهورية اليمنية.، بلغ تعداد سكانها 84 حسب تعداد اليمن لعام 2004.